# Buty taneczne
Buty taneczne – rodzaj obuwia używany przez tancerzy tańca towarzyskiego. Wykonane jest najczęściej z naturalnej skóry, podeszwy natomiast ze skóry łosia tzw. łosiówki. Zarówno damskie jak i męskie posiada obcasy. Obuwie tego typu dzieli się ze względu na rodzaj tańców – standardowych (standard) lub latynoamerykańskich (łacina).
Męskie – łacina i standard: zakryte, skórzane, z podeszwą z łosiówki. Sznurowane, obcasy 2,5–4,5 cm.
Damskie – standard: zakryte palce i pięta, podeszwa z łosiówki, pokryte najczęściej satyną, zapinane na pasek na podbiciu, obcas 1,5–2,5 cala (4–7 cm); łacina: odkryte palce, zakryta pięta, najczęściej skórzane lub pokryte satyną, podeszwa z łosiówki, zapinane na podbiciu lub w kostce, obcas 1,5–3,5 cala (4–9 cm).
Dzieci – dla chłopców buty podobne jak u mężczyzn tyle, że obcas jest trochę mniejszy; u dziewcząt rozróżnienie na style (standard, łacina), zmniejszony obcas; obcas dla dzieci – tzw. klocek 1,5–3,5 cm.